# Saint-Vincent-les-Forts

Saint-Michel-l'Observatoire este o comună în departamentul Alpes-de-Haute-Provence din sud-estul Franței. În 1 ianuarie 2018 avea o populație de 375 de locuitori.